# Glenea ochraceovittata
Glenea ochraceovittata é uma espécie de escaravelho da família Cerambycidae. Foi descrita por James Thomson em 1865. É conhecida a sua existência na Malásia.

## Subespécies
- Glenea ochraceovittata discomedioplagiata Breuning, 1956
- Glenea ochraceovittata elate Pascoe, 1867
- Glenea ochraceovittata ochraceovittata J. Thomson, 1865